# Dendrokronologi
 Ikke at forveksle med dendrologi.
Dendrokronologi (fra græsk dendron = "træ" + græsk: χρόνος, chronos  = "tid" + græsk: λόγος, lógos  = "lære") er en metode til at tidsbestemme år ved hjælp af de årringe, der fremkommer ved årstidernes skiften og ses på tværsnittet af en træstamme. Metoden anvendes af arkæologer til tidsbestemmelse af fund og fundsteder.
Dendrokronologi forveksles undertiden med dendrologi, der er en gren af biologien.

## Om dendrokronologiens metode og forudsætninger
Årringsdatering er en biokronologisk dateringsmetode baseret på studiet af træernes årringe. Der er en række forudsætninger for, at metoden kan anvendes:
- Træerne skal danne én årring hvert kalenderår. Det gør de fleste træer i tempererede områder.
- Træernes årringsbredde skal udvise karakteristiske svingninger, som hos de samme træer inden for et geografisk afgrænset område.

Det forudsætter ikke, at træernes årringsbredde skal være ens, men kun at der er et årligt skift i årringenes bredde. Ved at sammenligne tømmer (fossilt eller recent) af samme træart, er det muligt at tegne en kurve, som gennem synkronisering af træprøverne giver en regional middelkurve. Det er ved sammenligning med denne middelkurve eller standardkronologi, at et ukendt stykke tømmer kan dateres – og måske endda egnsbestemmes.
Det er essentielt, at tømmeret stammer fra et mindre arkæologisk og geografisk afgrænset område.

## Dendrokronologiens historie
Allerede i antikken var det kendt, at træerne vækstforhold var afhængige af klima og regnmængde. Først i 1700-tallet opdagede forskere, at nogle træer dannede en årring per kalenderår, men først i slutningen af 1800-tallet og begyndelsen af 1900-tallet blev dendrokronologien udviklet af amerikaneren Andrew Ellicott Douglass. Han var astronom og forskede i solpletternes indflydelse på klimaet. Han fandt ud af, at træernes vækst hang nøje sammen med klimatiske forhold. Han opstillede en regionalkurve og kunne med den datere nogle gamle indianerbopladser. Op gennem 1900-tallet fortsatte forskningen inden for dette felt, og flere lande har egne regionalkurver.

## Om træer – deres biologi og deres betydning for dendrokronologien
Træer er flerårige vækster med én vækstperiode per år. Træerne vokser både i højden (primær vækst) og i bredden (sekundær vækst) ved hjælp af deres dannelsvæv, henholdsvis apikale meristemer og kambiet. Kambiet ligger mellem bark og ved og afsætter hvert år bark udad og véd indad. I Danmark sker væksten fra april til august. I foråret stimuleres væksten af hormoner, der udsendes fra knopperne, og næringssalte og sukkerstoffer danner en ny årring. Det ved som dannes inddeles i det lyse vårved (kendetegnet ved store elementer beregnet til vandtransport) og det mørke høstved (mindre elementer – aktiviteten daler). Det er derfor tydeligt, hvornår en årring ophører og en ny begynder. Årringene er nemmest at skelne på ringporede træer, hvor vandtransporten kun sker i den yderste årring.
På egetræer er veddet inddelt i kærnetræ (døde imprægnerede celler) og splintved (lyse celler). Splinten har samme tykkelse gennem hele træets liv (for eg: 20 ringe ± 6, hvis træet er mellem 100 og 200 år).
Forskellen i træernes årringstykkelse er afhængig af, hvordan træet har været påvirket af klimatiske forhold, og det er muligt, at træet kan danne falske årring eller udsættes for frostskader. Store udsving på tykkelserne giver den fordel, at det er nemmere at sammenligne flere kurver og finde fællespunkter. Derfor er det kun muligt at opstille kronologier på ens træsorter i geografisk afgrænsede områder.
Dendrokronologien anses for den mest nøjagtige dateringsmetode, arkæologien råder over – og altså mere nøjagtig end kulstof 14-metoden – men kræver en ubrudt serie af "standardårringe", hvor kulstof 14-metoden kun kræver tilstedeværelsen af kulstof. Derfor er fund af ældre tømmerkonstruktioner altid spændende: bliver der føjet en manglende årringsserie til det historiske forløb, eller bliver der mulighed for at strække kronologien år bagud i tiden?
I Danmark foretages datering af dendroprøver på Nationalmuseets Naturvidenskabelige Undersøgelser i København, på Dendro.dk også i København. Her findes analyserer og prøver fra omkring 1200 egestammer. De er fordelt på 368 lokaliteter over hele landet, dog flest fra Århus, Vendsyssel og det Sydfynske Øhav. På det grundlag er rekonstrueret en ubrudt, dendrologisk kurve for egetømmer fra nutiden og til 352 f.Kr.. Ligeledes er der kendskab til flere såkaldt "flydende" kronologier, der er relativt vel fastlagt gennem C-14-datering, men som ikke er led i en ubrudt serie. Disse kronologier når – med afbrydelser – til ca. 6.000 f.Kr. Historikeren Kjeld Christensen har arbejdet med klarlægning af den dendrokronologiske dateringsrækkefølge for tiden f.Kr.. Hans arbejde dokumenterer tidsforløb for mere end 4.500 år f.Kr.: (Perioderne 6132-4455 f.Kr., 3164-2549 f.Kr., 2320-400 f.Kr.) og fra 352 f.Kr. til nutiden).